# HD143232
HD143232 — хімічно пекулярна зоря спектрального класу A6, що має видиму зоряну величину в смузі V приблизно  6,7.
Вона  розташована на відстані близько 506,5 світлових років від Сонця.

## Фізичні характеристики
Зоря HD143232 обертається 
порівняно повільно 
навколо своєї осі. Проєкція її екваторіальної швидкості на промінь зору становить  Vsin(i)= 15км/сек.